# Francisco Partners
Francisco Partners ist eine amerikanische Private-Equity-Gesellschaft mit Sitz in San Francisco und London, die sich ausschließlich auf Investitionen in Technologie- und technologiegestützte Dienstleistungsunternehmen konzentriert. Francisco Partners hat rund 14 Mrd. USD Kapital.

## Geschichte
Francisco Partners Management L.P. wurde im August 1999 gegründet. Die Gründer Sanford Robertson, Dipanjan Deb, David Stanton, Benjamin Ball und Neil Garfinkel stammten aus verschiedenen Private-Equity-Unternehmen. Die Firma wuchs über die Jahre, die bekanntesten Investitionen waren in Verifone, Renaissance Learning, Bomgar, GoodRx, Quest, BluJay, ClickSoftware Technologies, SmartBear Software, SonicWall und MyHeritage.

## Beteiligungen (Auswahl)
- 2checkout
- Allston Trading
- Availity
- Avalon Healthcare Solutions
- Betterment
- BluJay Solutions
- Bomgar Corporation
- ByBox
- Capsilon
- ClickSoftware Technologies
- Comodo Group
- Connecture
- Discovery Education
- Dynamo
- eSolutions
- GoodRx
- HealthcareSource
- iconectiv
- K2
- Kewill
- Landmark
- Legal Zoom
- Lumata
- Metaswitch Networks
- MyHeritage
- Nextech
- NMI
- Optanix
- Perforce
- Pet Circle
- Plex Systems
- Prometheus Group
- Prosper
- QGenda
- Quantros
- Quest Software
- Redis Labs
- Renaissance
- Sandvine
- ShoreGroup
- SintecMedia
- SmartBear Software
- SmartFocus
- SonicWall
- Trellis
- Vendavo
- Verifone
- WatchGuard